# Kaija Aarikka
Kaija Helena Aarikka-Ruokonen, född 3 februari 1929 i Somero, död 14 augusti 2014 i Helsingfors, var en finländsk formgivare och textilkonstnär. 
Aarikka utexaminerades från mellanskola 1945 och från Konstindustriella läroverkets i Helsingfors textilkonstavdelning 1954. Hon grundade 1954 det egna företaget Aarikka-Korun, vilket främst sålde hushållsartiklar och prydnadsföremål i hennes egen design. Hennes arbeten, som vanligen är utförda i trä med karakteristiska runda former, nådde en vidsträckt internationell publik. Hon tilldelades kommerseråds titel 1999.